# Rosengren (adelsätt)
Rosengren var en adelsätt, utgrenad ur adelsätten Tre Rosor till Mörby. Stamfadern för ätten, riksrådet och ståthållaren  Jakob Turesson till Grensholm (född cirka 1500, död i Söderköping 1557) var en utomäktenskaplig son till rikshovmästaren Ture Jönsson (Tre Rosor). Jakob Turesson som växte upp hos biskop Hans Brask adlades 1534 med namnet Rosengren och var gift med Märta Ryning. Ätten utdog på svärdssidan 1611, och introducerades därför inte på svenska Riddarhuset.
vapen: En hvit fembladig ros med gul stock och stielke i blått fält; ofvanpå hielmen två blå stålarmar, hvilka hålla en hvit ros.
Sonen Ture Jakobsson Rosengren (1548–1611) var ståthållare och hertig Karls riksråd. Han slöt den adliga ätten Rosengren på svärdssidan när han dog 1611. Hans och hustruns vapen med namn och dödsår står på en sten i Västra Skrukeby kyrka där de är begravda. Ätten Rosengren dog ut med hans dotter Metta Turesdotter Rosengren, död 1634 och gift med assessorn i Åbo hovrätt Sven Ribbing, begraven jämte sin man i Skrukeby kyrka.